# 日本人口问题
日本人口问题，指日本因日本政府的人口政策和日本的人口结构改变所引发的一系列等相关的问题。

## 简介

从图上看日本人口从2015年左右边急速下降; 单位:百万人

根據總務省統計局公布的數據，日本人口為1亿2541万（2021年4月）。隨著日本的经济社会的发展，日本面临着越来越严重的人口问题，其中最突出的是人口老龄化、人口少子化、高于世界平均水平的死亡率、高密度的人口环境和人口数量急剧下降。
日本从1970年代初，便步入老龄化社会，日本65岁以上的老人占整体人口比例为7.1%。经过40多年的发展，根据联合国的《世界人口展望》，日本已成为世界上老龄化趋势最快的国家，2010年时日本的65岁以上人口比例已经增至23%。预计到2060年65岁以上老人将接近全国总人口的40%。老龄化的加剧加重了日本社会保障的负担。
目前日本少子化問題嚴重，已經連續十年自然減少。2017年，日本厚生勞動省公布日本人口減少創紀錄，全國人口下降了33萬786人。2016年，日本新生兒數量為97萬6979人，死亡人數為130萬7765人。

## 老龄化
日本老人的社保主要分为医疗保健费、养老金、福利及服务费。由于日本老龄化人口增多导致日本社会保障成本增加，2013年11月日本厚生劳动省公布的数据，全国医疗机构支付的伤病医疗费用总额和日本国民人均医疗费分别首次突破38.585万亿日元和30万亿日元大关。其中医疗费用总额日本政府负担额为14.8079万亿日元，已经达到了占38.4%。同时2012年社会保障费达到了26.4万亿日元，超出了25.7万亿日的税收余额，赤字达到1万亿日元。为了应对不断上涨的老龄人口和沉重的社保支出，日本政府从2008年开始一直使用发行国债的方式来填补社保缺口，财政开始面临严峻的可持续性危机。

## 少子化
由于日本新出生儿越来越少，在经济、社会中的问题也渐渐浮出水面。受到少子化问题影响，日本全国停办的学校正在不断增多。从1990年代开始，日本开始停办公立学校，2003年以后每年超过400所学校关停，仅2011年日本全国就有474所学校倒闭。众多中小学、高等学府的生源渐渐枯竭。
为了应对生源问题，不少包括大学在内的日本高等学府开始违规招生。2012年日本中央教育审议会法科大学院特别委员会工作组公布报告，日本全国74所法科大学院当中，有18所在录取考生时存在「重大问题」。
日本的劳动市场也面临冲击，日本政府2012年发表的《少子化白皮书》称，日本未来劳动力因劳动力减少将出现大量缺口。
同时日本的近年来虐待儿童的恶性事件增多也加重了少子化问题。日本虐童案件从为1990年起统计，2012年日本虐童案件为6.68万件、99人死亡，为有统计以来最高数据。

## 对策
从1990年代起，日本政府为应对少子化问题提出了强化育儿支援的“天使计划”，此后又相继提出了育儿休假制度、扩充育儿补贴、增设保育设施等对策措施。而在老龄化导致社保负担加重的问题上，日本则通过延迟领取养老金年龄，以及提高医疗费个人负担比率等措施来缓解人口老龄化的压力。
同时尽管日本人口不断下降，情勢嚴峻，日本政府此前一度拒绝外籍移民计划。但受限於現實情境需要，此政策自2019年後已逐漸開始鬆動，不但基礎勞務人口本就短缺、連高端技術方面的專業工作也是陷入招不到人的狀態，只有從海外補充人才，而加上這些外勞的貢獻不小，漸漸也允許家屬移民過來，使得整個社會對外人的接受度有所提高，使日本慢慢轉變成為國際化的移民國家。
2022年6月，華爾街日報評論日本政府選擇放棄對抗少子化，而是適應少子化；上智大學經濟學教授鬼頭宏肯定此做法，認為人口衰退期過後會有新的增長期。

## 外部連結
- Japanese Statistics Bureau Statistical Yearbook （页面存档备份，存于）
- Another Tsunami Warning: Caring for Japan's Elderly （页面存档备份，存于）, (NBR Expert Brief, April 2011)